# Amazops amazops
Amazops amazops — вид безногих земноводних родини хвостатих черв'яг (Rhinatrematidae). Описаний у 2021 році.

## Поширення
Ендемік Еквадору. Відомий лише з єдиного зразка, зібраного близько 1990 року з ферми Вірген Ла Долорес у провінції Орельяна на сході країни. Цю особину знайшли в дуже м'якому, червоному та мутному ґрунті під деякими скелями на ґрунтовій дорозі в частині еквадорської Амазонії на висоті близько 1000 метрів над рівнем моря.

## Опис
Від інших представників родини відрізняється подовженою плоскою кісткою, яка є частиною очної орбіти і займає передні частини черепа, частини, які в інших ринатематид займають верхньощелепні та піднебінні кістки.